# Уданоцератопс
Уданоцератопс (лат. Udanoceratops) — род динозавров из семейства Leptoceratopsidae инфраотряда цератопсов (Ceratopsia), обитавших во времена позднемеловой эпохи (кампанский век) на территории современной Монголии. Включает единственный типовой вид — Udanoceratops tschizhovi.

## Описание
Udanoceratops tschizhovi описан в 1992 году по голотипу PIN 3907/11, найденному в формации Джадохта аймака Умнеговь. Голотип представляет собой почти полный череп, с коротким гребнем и без рогов над глазами и носом. В 2007 году ещё один образец, относящийся к виду, был найден в аймаке Дорноговь.
Длина животного оценивается в 4 метра, что делает уданоцератопса самым большим из известных представителей семейства Leptoceratopsidae.

Реконструкция голотипного черепа
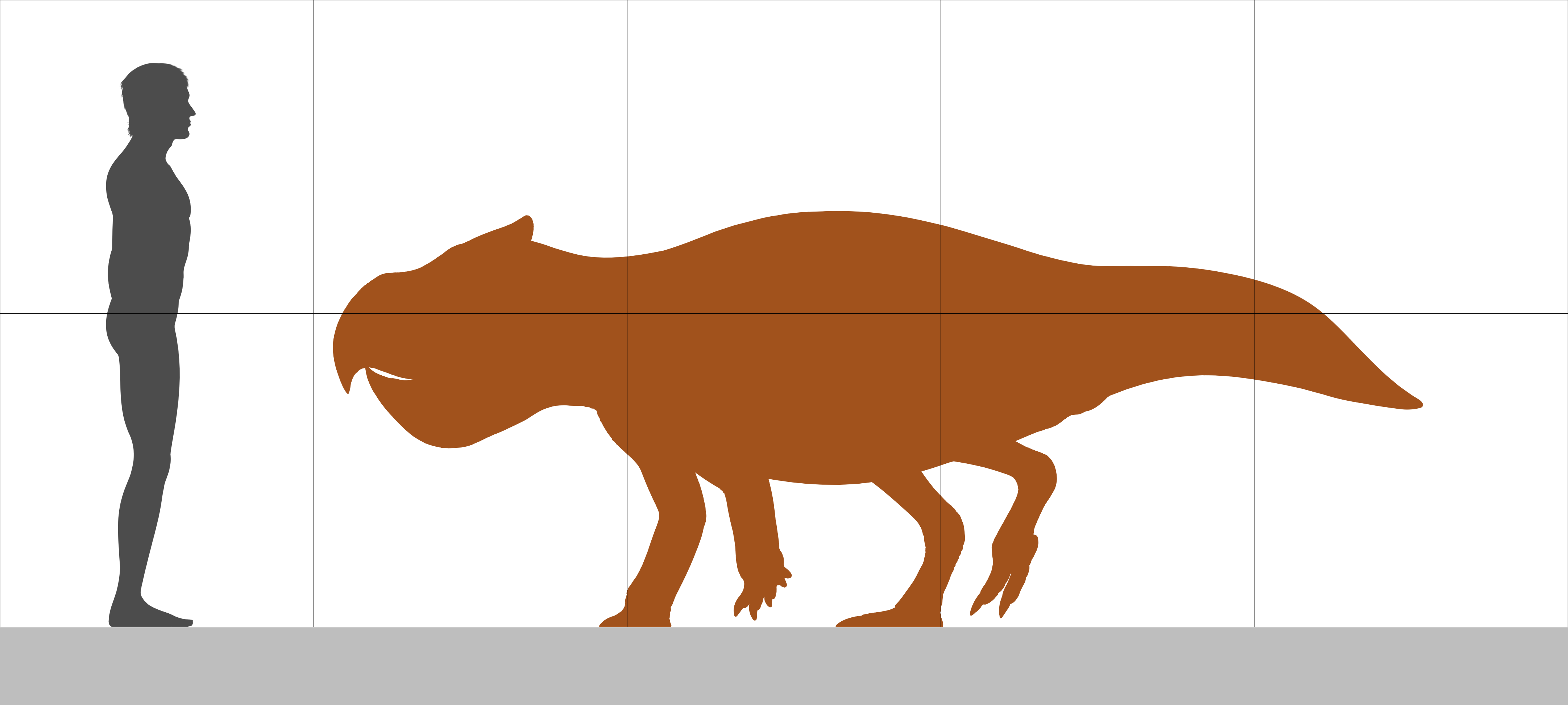
В сравнении со среднестатистическим взрослым человеком